# Nova Petrópolis (kommun)
Nova Petrópolis är en kommun i Brasilien.   Den ligger i delstaten Rio Grande do Sul, i den södra delen av landet, 1 500 km söder om huvudstaden Brasília. Antalet invånare är 19 058.
Följande samhällen finns i Nova Petrópolis:
- Nova Petrópolis

I omgivningarna runt Nova Petrópolis växer i huvudsak städsegrön lövskog. Runt Nova Petrópolis är det ganska glesbefolkat, med 38 invånare per kvadratkilometer.